# 2000–2001-es magyar labdarúgókupa
A 2000–2001-es magyar labdarúgókupa a sorozat 62. kiírása volt. A döntőben a Debreceni VSC és a Videoton mérkőzött meg. A győzelmet a Debrecen  szerezte meg.

## 1. forduló
hivatalos játéknapok: július 26., augusztus 2., szeptember
1. csoport
| Hely. | Csapat          | M | Gy | D | V | G+ | G– | Gk  | P | Továbbjutás vagy kiesés     |     | FTC | EGER | NYÉK | PET |
| ----- | --------------- | - | -- | - | - | -- | -- | --- | - | --------------------------- | --- | --- | ---- | ---- | --- |
| 1.    | Ferencvárosi TC | 3 | 3  | 0 | 0 | 14 | 0  | +14 | 9 | Továbbjutott a 2. fordulóba |     | —   | 6–0  | 3–0  | 5–0 |
| 2.    | Eger FC         | 3 | 2  | 0 | 1 | 12 | 9  | +3  | 6 | Továbbjutott a 2. fordulóba |     | 0–6 | —    | 4–3  | 8–0 |
| 3.    | Nyékládháza     | 3 | 1  | 0 | 2 | 7  | 7  | 0   | 3 |                             |     | 0–3 | 3–4  | —    | 4–0 |
| 4.    | Petneháza       | 3 | 0  | 0 | 3 | 0  | 17 | −17 | 0 |                             | 0–5 | 0–8 | 0–4  | —    |     |

2. csoport
| Hely. | Csapat                | M | Gy | D | V | G+ | G– | Gk | P | Továbbjutás vagy kiesés     |     | KIS | SÁT | JÁSZ | NYÍR |
| ----- | --------------------- | - | -- | - | - | -- | -- | -- | - | --------------------------- | --- | --- | --- | ---- | ---- |
| 1.    | Kispest Honvéd        | 3 | 2  | 1 | 0 | 5  | 0  | +5 | 7 | Továbbjutott a 2. fordulóba |     | —   | 0–0 | 3–0  | 2–0  |
| 2.    | Sátoraljaújhely       | 3 | 1  | 2 | 0 | 5  | 4  | +1 | 5 | Továbbjutott a 2. fordulóba |     | 0–0 | —   | 2–1  | 3–3  |
| 3.    | Jászberény            | 3 | 1  | 0 | 2 | 7  | 5  | +2 | 3 |                             |     | 0–3 | 1–2 | —    | 6–0  |
| 4.    | Nyíregyháza-Kertváros | 3 | 0  | 1 | 2 | 3  | 11 | −8 | 1 |                             | 0–2 | 3–3 | 0–6 | —    |      |

3. csoport
| Hely. | Csapat        | M | Gy | D | V | G+ | G– | Gk  | P | Továbbjutás vagy kiesés     |     | DVSC | BKV | SAL | ABA |
| ----- | ------------- | - | -- | - | - | -- | -- | --- | - | --------------------------- | --- | ---- | --- | --- | --- |
| 1.    | Debreceni VSC | 3 | 3  | 0 | 0 | 12 | 6  | +6  | 9 | Továbbjutott a 2. fordulóba |     | —    | 3–2 | 4–3 | 5–1 |
| 2.    | BKV Előre SC  | 3 | 2  | 0 | 1 | 9  | 4  | +5  | 6 | Továbbjutott a 2. fordulóba |     | 2–3  | —   | 2–1 | 5–0 |
| 3.    | Salgó Öblös   | 3 | 1  | 0 | 2 | 6  | 6  | 0   | 3 |                             |     | 3–4  | 1–2 | —   | 2–0 |
| 4.    | Abaújszántó   | 3 | 0  | 0 | 3 | 1  | 12 | −11 | 0 |                             | 1–5 | 0–5  | 0–2 | —   |     |

4. csoport
| Hely. | Csapat            | M | Gy | D | V | G+ | G– | Gk | P | Továbbjutás vagy kiesés     |  | TÁP | NYÍR | JOB | DIÓ |
| ----- | ----------------- | - | -- | - | - | -- | -- | -- | - | --------------------------- |  | --- | ---- | --- | --- |
| 1.    | Tápiószentmárton  | 2 | 2  | 0 | 0 | 6  | 2  | +4 | 6 | Továbbjutott a 2. fordulóba |  | —   | 4–1  | 2–1 | –   |
| 2.    | Nyírség Spartacus | 2 | 1  | 0 | 1 | 6  | 4  | +2 | 3 | Továbbjutott a 2. fordulóba |  | 1–4 | —    | 5–0 | –   |
| 3.    | Jobbágyi HSE      | 2 | 0  | 0 | 2 | 1  | 7  | −6 | 0 |                             |  | 1–2 | 0–5  | —   | –   |
| 4.    | Diósgyőri FC      | 0 | 0  | 0 | 0 |    |    | —  | 0 | Visszalépett                |  | –   | –    | –   | —   |

5. csoport
| Hely. | Csapat       | M | Gy | D | V | G+ | G– | Gk | P | Továbbjutás vagy kiesés     |     | SZOL | ÚJP | SÉNY | BOR |
| ----- | ------------ | - | -- | - | - | -- | -- | -- | - | --------------------------- | --- | ---- | --- | ---- | --- |
| 1.    | Szolnoki MÁV | 3 | 3  | 0 | 0 | 9  | 3  | +6 | 9 | Továbbjutott a 2. fordulóba |     | —    | 2–1 | 5–1  | 2–1 |
| 2.    | Újpest FC    | 3 | 1  | 1 | 1 | 10 | 3  | +7 | 4 | Továbbjutott a 2. fordulóba |     | 1–2  | —   | 9–1  | 0–0 |
| 3.    | Volán-Sényő  | 3 | 1  | 0 | 2 | 6  | 15 | −9 | 3 |                             |     | 1–5  | 1–9 | —    | 4–1 |
| 4.    | Borsod Volán | 3 | 0  | 1 | 2 | 2  | 6  | −4 | 1 |                             | 1–2 | 0–0  | 1–4 | —    |     |

6. csoport
| Hely. | Csapat          | M | Gy | D | V | G+ | G– | Gk | P | Továbbjutás vagy kiesés     |     | PMFC | BVSC | BÉK | KIS |
| ----- | --------------- | - | -- | - | - | -- | -- | -- | - | --------------------------- | --- | ---- | ---- | --- | --- |
| 1.    | Pécsi MFC       | 3 | 1  | 2 | 0 | 2  | 1  | +1 | 5 | Továbbjutott a 2. fordulóba |     | —    | 1–0  | 0–0 | 1–1 |
| 2.    | BVSC            | 3 | 1  | 1 | 1 | 5  | 3  | +2 | 4 | Továbbjutott a 2. fordulóba |     | 0–1  | —    | 4–1 | 1–1 |
| 3.    | Békési FC       | 3 | 1  | 1 | 1 | 5  | 5  | 0  | 4 |                             |     | 0–0  | 1–4  | —   | 4–1 |
| 4.    | Kiskunhalasi FC | 3 | 0  | 2 | 1 | 3  | 6  | −3 | 2 |                             | 1–1 | 1–1  | 1–4  | —   |     |

7. csoport
| Hely. | Csapat         | M | Gy | D | V | G+ | G– | Gk | P | Továbbjutás vagy kiesés     |     | BONY | MAR | NAGY | AKA |
| ----- | -------------- | - | -- | - | - | -- | -- | -- | - | --------------------------- | --- | ---- | --- | ---- | --- |
| 1.    | Bonyhád FC     | 3 | 2  | 0 | 1 | 4  | 2  | +2 | 6 | Továbbjutott a 2. fordulóba |     | —    | 1–0 | 1–2  | 2–0 |
| 2.    | Marcali IFC    | 3 | 2  | 0 | 1 | 7  | 3  | +4 | 6 | Továbbjutott a 2. fordulóba |     | 0–1  | —   | 2–1  | 5–1 |
| 3.    | FC Nagykanizsa | 3 | 1  | 1 | 1 | 4  | 4  | 0  | 4 |                             |     | 2–1  | 1–2 | —    | 1–1 |
| 4.    | Akasztói FC    | 3 | 0  | 1 | 2 | 2  | 8  | −6 | 1 |                             | 0–2 | 1–5  | 1–1 | —    |     |

8. csoport
| Hely. | Csapat             | M | Gy | D | V | G+ | G– | Gk  | P | Továbbjutás vagy kiesés     |     | ETO | BAL | FÓT | TÖR |
| ----- | ------------------ | - | -- | - | - | -- | -- | --- | - | --------------------------- | --- | --- | --- | --- | --- |
| 1.    | Győri ETO FC       | 3 | 3  | 0 | 0 | 13 | 2  | +11 | 9 | Továbbjutott a 2. fordulóba |     | —   | 2–0 | 3–0 | 8–2 |
| 2.    | Balassagyarmati SE | 3 | 2  | 0 | 1 | 9  | 4  | +5  | 6 | Továbbjutott a 2. fordulóba |     | 0–2 | —   | 3–0 | 6–2 |
| 3.    | Fóti SE            | 3 | 1  | 0 | 2 | 4  | 8  | −4  | 3 |                             |     | 0–3 | 0–3 | —   | 4–2 |
| 4.    | Törekvés SE        | 3 | 0  | 0 | 3 | 6  | 18 | −12 | 0 |                             | 2–8 | 2–6 | 2–4 | —   |     |

9. csoport
| Hely. | Csapat       | M | Gy | D | V | G+ | G– | Gk  | P | Továbbjutás vagy kiesés     |     | KIS | PÁPA | SOP | IVÁ |
| ----- | ------------ | - | -- | - | - | -- | -- | --- | - | --------------------------- | --- | --- | ---- | --- | --- |
| 1.    | Kistarcsa    | 3 | 2  | 0 | 1 | 10 | 3  | +7  | 6 | Továbbjutott a 2. fordulóba |     | —   | 1–2  | 3–1 | 6–0 |
| 2.    | Pápai ELC    | 3 | 2  | 0 | 1 | 9  | 4  | +5  | 6 | Továbbjutott a 2. fordulóba |     | 2–1 | —    | 1–3 | 6–0 |
| 3.    | Matáv Sopron | 3 | 2  | 0 | 1 | 7  | 4  | +3  | 6 |                             |     | 1–3 | 3–1  | —   | 3–0 |
| 4.    | Iváncsa      | 3 | 0  | 0 | 3 | 0  | 15 | −15 | 0 |                             | 0–6 | 0–6 | 0–3  | —   |     |

10. csoport
| Hely. | Csapat          | M | Gy | D | V | G+ | G– | Gk | P | Továbbjutás vagy kiesés     |     | HAL | BOD | VÁC | LIP |
| ----- | --------------- | - | -- | - | - | -- | -- | -- | - | --------------------------- | --- | --- | --- | --- | --- |
| 1.    | Haladás         | 3 | 3  | 0 | 0 | 9  | 4  | +5 | 9 | Továbbjutott a 2. fordulóba |     | —   | 6–3 | 2–0 | 1–0 |
| 2.    | Bodajk SE       | 3 | 2  | 0 | 1 | 12 | 9  | +3 | 6 | Továbbjutott a 2. fordulóba |     | 3–6 | —   | 4–3 | 5–0 |
| 3.    | Vác VLSE        | 3 | 1  | 0 | 2 | 6  | 7  | −1 | 3 |                             |     | 1–2 | 3–4 | —   | 2–1 |
| 4.    | Lipót SE Pékség | 3 | 0  | 0 | 3 | 1  | 8  | −7 | 0 |                             | 0–1 | 0–5 | 1–2 | —   |     |

11. csoport
| Hely. | Csapat           | M | Gy | D | V | G+ | G– | Gk | P | Továbbjutás vagy kiesés     |     | SIÓ | GYŐR | BAL |
| ----- | ---------------- | - | -- | - | - | -- | -- | -- | - | --------------------------- | --- | --- | ---- | --- |
| 1.    | FC Siófok        | 2 | 1  | 0 | 1 | 4  | 3  | +1 | 3 | Továbbjutott a 2. fordulóba |     | —   | 1–2  | 3–1 |
| 2.    | Győri Dózsa      | 2 | 1  | 0 | 1 | 5  | 5  | 0  | 3 |                             |     | 2–1 | —    | 3–4 |
| 3.    | Balatonfüredi SE | 2 | 1  | 0 | 1 | 5  | 6  | −1 | 3 |                             | 1–3 | 4–3 | —    |     |

12. csoport
| Hely. | Csapat      | M | Gy | D | V | G+ | G– | Gk | P | Továbbjutás vagy kiesés     |     | VESZ | GYIR | BÜK |
| ----- | ----------- | - | -- | - | - | -- | -- | -- | - | --------------------------- | --- | ---- | ---- | --- |
| 1.    | Veszprém LC | 2 | 1  | 1 | 0 | 5  | 4  | +1 | 4 | Továbbjutott a 2. fordulóba |     | —    | 3–3  | 2–1 |
| 2.    | Gyirmót SE  | 2 | 0  | 2 | 0 | 3  | 3  | 0  | 2 |                             |     | 3–3  | —    | 0–0 |
| 3.    | Büki TK     | 2 | 0  | 1 | 1 | 1  | 2  | −1 | 1 |                             | 1–2 | 0–0  | —    |     |

13. csoport
| Hely. | Csapat      | M | Gy | D | V | G+ | G– | Gk | P | Továbbjutás vagy kiesés     |     | HÉV | BER | KEM |
| ----- | ----------- | - | -- | - | - | -- | -- | -- | - | --------------------------- | --- | --- | --- | --- |
| 1.    | Hévíz       | 2 | 2  | 0 | 0 | 9  | 0  | +9 | 6 | Továbbjutott a 2. fordulóba |     | —   | 1–0 | 8–0 |
| 2.    | Beremend    | 2 | 1  | 0 | 1 | 3  | 3  | 0  | 3 |                             |     | 0–1 | —   | 3–2 |
| 3.    | Kemenesalja | 2 | 0  | 0 | 2 | 2  | 11 | −9 | 0 |                             | 0–8 | 2–3 | —   |     |

14. csoport
| Hely. | Csapat            | M | Gy | D | V | G+ | G– | Gk  | P | Továbbjutás vagy kiesés     |     | KISV | BÉK | PÜS |
| ----- | ----------------- | - | -- | - | - | -- | -- | --- | - | --------------------------- | --- | ---- | --- | --- |
| 1.    | Kisvárda          | 2 | 2  | 0 | 0 | 11 | 2  | +9  | 6 | Továbbjutott a 2. fordulóba |     | —    | 4–2 | 7–0 |
| 2.    | Békéscsabai Előre | 2 | 1  | 0 | 1 | 8  | 5  | +3  | 3 |                             |     | 2–4  | —   | 6–1 |
| 3.    | Püspökladány      | 2 | 0  | 0 | 2 | 1  | 13 | −12 | 0 |                             | 0–7 | 1–6  | —   |     |

15. csoport
| Hely. | Csapat               | M | Gy | D | V | G+ | G– | Gk | P | Továbbjutás vagy kiesés     |     | ZTE | KAP | ÖRK | TATA |
| ----- | -------------------- | - | -- | - | - | -- | -- | -- | - | --------------------------- | --- | --- | --- | --- | ---- |
| 1.    | Zalaegerszegi TE     | 3 | 2  | 1 | 0 | 5  | 2  | +3 | 7 | Továbbjutott a 2. fordulóba |     | —   | 1–1 | 3–1 | 1–0  |
| 2.    | Kaposvári Rákóczi FC | 3 | 1  | 2 | 0 | 6  | 5  | +1 | 5 | Továbbjutott a 2. fordulóba |     | 1–1 | —   | 4–3 | 1–1  |
| 3.    | Örkény               | 3 | 1  | 0 | 2 | 5  | 7  | −2 | 3 |                             |     | 1–3 | 3–4 | —   | 1–0  |
| 4.    | Tatai HAC            | 3 | 0  | 1 | 2 | 1  | 3  | −2 | 1 |                             | 0–1 | 1–1 | 0–1 | —   |      |

16. csoport
| Hely. | Csapat            | M | Gy | D | V | G+ | G– | Gk | P | Továbbjutás vagy kiesés     |     | CSEP | VID | BAJA | KIS |
| ----- | ----------------- | - | -- | - | - | -- | -- | -- | - | --------------------------- | --- | ---- | --- | ---- | --- |
| 1.    | Csepel            | 3 | 2  | 1 | 0 | 9  | 2  | +7 | 7 | Továbbjutott a 2. fordulóba |     | —    | 2–2 | 1–0  | 6–0 |
| 2.    | Videoton Fehérvár | 3 | 1  | 2 | 0 | 8  | 3  | +5 | 5 | Továbbjutott a 2. fordulóba |     | 2–2  | —   | 5–0  | 1–1 |
| 3.    | Baja              | 3 | 1  | 0 | 2 | 4  | 7  | −3 | 3 |                             |     | 0–1  | 0–5 | —    | 4–1 |
| 4.    | Kiszombor         | 3 | 0  | 1 | 2 | 2  | 11 | −9 | 1 |                             | 0–6 | 1–1  | 1–4 | —    |     |

A Csepel Auto-Trader az első fordulóban még III. kerület FC Autó Trader néven szerepelt.

## Második forduló
| 1. csapat               | Eredmény | 2. csapat          |
| ----------------------- | -------- | ------------------ |
| 2000. október 4.        |          |                    |
| BKV Előre SC            | 5–2      | Bonyhád FC         |
| Kaposvári Rákóczi FC    | 1–4      | Szolnoki MÁV       |
| Kistarcsa               | 2–4      | Balassagyarmati VE |
| Tápiószentmárton        | 3–1      | Pápai ELC          |
| Csepel                  | 0–1      | Siófok FC          |
| 2000. október 18.       |          |                    |
| Marcali IFC             | 0–1      | MTK Hungária       |
| 2000. október 25.       |          |                    |
| Újpest FC               | 2–0      | Ferencvárosi TC    |
| BVSC                    | 2–1 hu.  | Győri ETO FC       |
| Sátoraljaújhelyi TK     | 1–3      | Zalaegerszegi TE   |
| Videoton Székesfehérvár | 2–1      | Kispest Honvéd     |
| Bodajk SE               | 2–4      | FC Tatabánya       |
| Vasas                   | 3–0      | Veszprém LC        |
| Nyírség Spartacus       | 2–1      | Pécsi MFC          |
| Haladás                 | 5–1      | Hévíz              |
| Kisvárda                | 0–3      | Dunaferr SE        |
| Debreceni VSC           | 6–0      | FC Eger            |

## Nyolcaddöntő
| 1. csapat          | Eredmény | 2. csapat         |
| ------------------ | -------- | ----------------- |
| 2000. december 2.  |          |                   |
| Balassagyarmati SE | 0–2      | BKV Előre SC      |
| Videoton Fehérvár  | 2–1      | Nyírség Spartacus |
| Szolnoki MÁV       | 4–2 hu.  | Zalaegerszegi TE  |
| 2000. december 3.  |          |                   |
| Haladás            | 0–1      | Vasas             |
| MTK Hungária       | 3–0      | BVSC              |
| Siófok FC          | 0–1 hu.  | Újpest FC         |
| Tápiószentmárton   | 0–5      | Debreceni VSC     |
| FC Tatabánya       | 1–0      | Dunaferr SE       |

## Negyeddöntő
| 1. csapat          | Eredmény | 2. csapat         |
| ------------------ | -------- | ----------------- |
| 2001. március 28.. |          |                   |
| BKV Előre SC       | 2–1      | Szolnoki MÁV      |
| Vasas              | 0–2      | Videoton Fehérvár |
| FC Tatabánya       | 1–0      | MTK Hungária      |
| Debreceni VSC      | 4–2 hu.  | Újpest FC         |

## Elődöntő
| 1. csapat        | Eredmény | 2. csapat    |
| ---------------- | -------- | ------------ |
| 2001. május 2.   |          |              |
| Debreceni VSC    | 2–0      | FC Tatabánya |
| 2001. május 8.   |          |              |
| Vidoton Fehérvár | 1–0      | BKV Előre SC |

## Döntő
| 2001. június 13. 19:00 |

| Debreceni VSC                                        | 5–2   | Videoton Fehérvár       |
| ---------------------------------------------------- | ----- | ----------------------- |
| Szatmári 39' Kerekes 47' Bajzát 65' 84' Ulveczki 79' | (1–0) | Julinho 78' Zombori 92' |

| Üllői úti stadion, Budapest Nézőszám: 10 000 Játékvezető: Ábrahám Attila Asszisztensek: Balajti János, Kispál Róbert |

| KA           | 12 | Balogh János    |     |     |
| V            | 16 | Kovács Norbert  |     |     |
| V            | 6  | Ljubiša Aleksić |     |     |
| V            | 3  | Szatmári Csaba  |     |     |
| KP           | 22 | Bernáth Csaba   |     |     |
| KP           | 17 | Ulveczki Zoltán |     |     |
| KP           | 11 | Vadicska Zsolt  |     |     |
| KP           | 7  | Szabó II. Zsolt | 58' | 66' |
| KP           | 9  | Böőr Zoltán     |     | 32' |
| CS           | 18 | Bajzát Péter    |     |     |
| CS           | 8  | Kerekes Zsombor |     | 84' |
| Cserék:      |    |                 |     |     |
|              | 21 | Turján György   |     | 66' |
|              | 14 | Hanák Viktor    |     | 32' |
|              | 4  | Sándor Csaba    |     | 84' |
|              |    |                 |     |     |
|              |    |                 |     |     |
| Vezetőedző:  |    |                 |     |     |
| Pajkos János |    |                 |     |     |

| KA            | 1  | Milinte Árpád    |     |     |
| V             | 22 | Kiskapusi Balázs |     |     |
| V             | 13 | Balassa Péter    |     | 52' |
| V             | 16 | Dejan Vilotic    |     |     |
| KP            | 27 | Szalai Tamás     |     |     |
| KP            | 24 | Csató Sándor     |     |     |
| KP            | 10 | Julinho          |     |     |
| KP            | 26 | Tóth Balázs      | 32' | 81' |
| KP            | 18 | Daniel Usvat     |     |     |
| CS            | 8  | Földes Gábor     |     | 63' |
| CS            | 25 | Korsós Attila    | 70' |     |
| Cserék:       |    |                  |     |     |
|               |    |                  |     |     |
|               |    |                  |     |     |
|               | 7  | Zombori Zalán    |     | 52' |
|               | 21 | Kovács Attila    |     | 81' |
|               | 19 | Leo              |     | 63' |
| Vezetőedző:   |    |                  |     |     |
| Várhidi Péter |    |                  |     |     |

A Debreceni VSC MK-ban szerepelt játékosai: Balogh János (3), Fekete Róbert (4), Téglási Gábor (1) – Ljubiša Aleksić (6), Bajzát Péter (7), Balassa Péter (2), Bernáth Csaba (8), Böőr Zoltán (7), Thorsten Flick (5), Frida Ferenc (2), Hanák Viktor (6), Horváth István (3), Kerekes Zsombor (6), Kovács Norbert (2), Makula György (1), Müller Zsolt (1), Paróczai Sándor (1), Dragan Radojičić (2), Sándor Csaba (5), Jörg Schmidt (2), Siklósi Csaba (5), Szabó II. Zsolt (3), Szatmári Csaba (7), Turján György (6), Ulveczki Zoltán (8), Vadicska Zsolt (7)